# Mesarski prehod

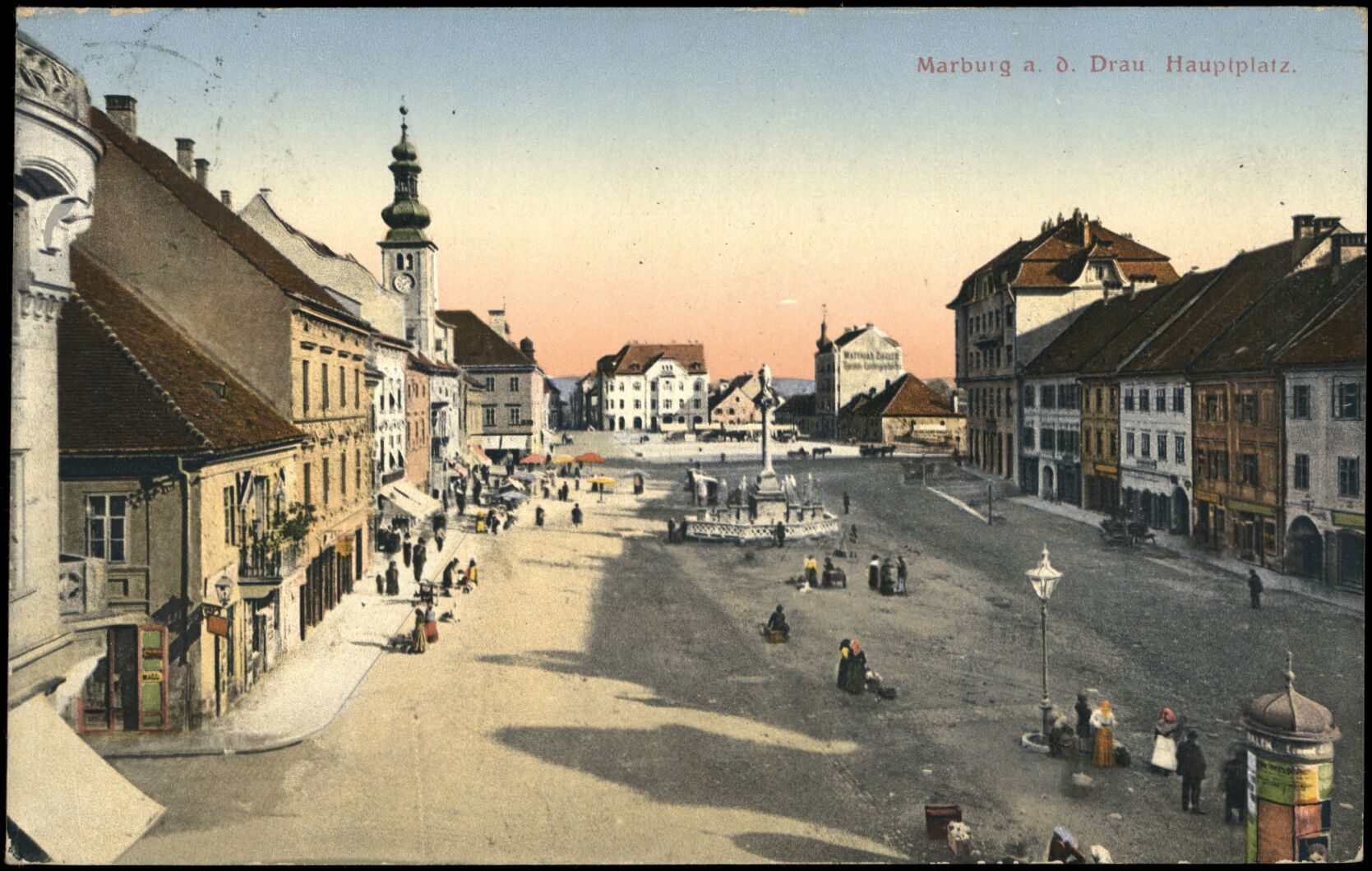
Hauptplatz Marburg 1915: durch das weiße Haus am rechten Rand führt die Fleischergasse

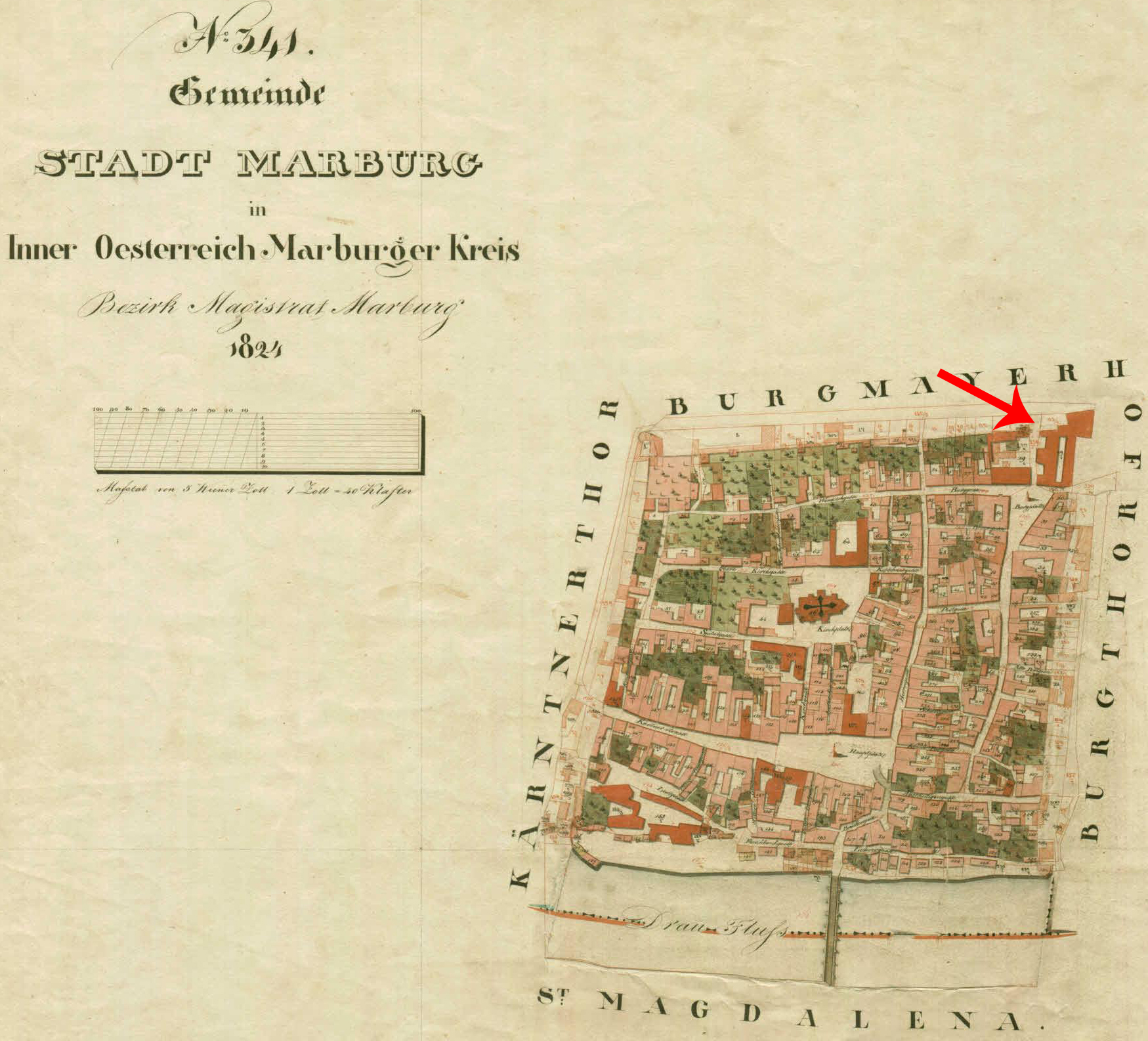
Untere Lendgasse (heutige Mesarski prehod) auf dem Stadtplan Maribor 1824. Gekennzeichnet: die Stadtburg

Mesarski prehod (deutsch – wörtlich: Metzgergang oder Metzgerpassage) ist der Name einer schmalen Gasse im Stadtviertel Lent in der Altstadt von Maribor, Slowenien. Benannt ist die Passage nach den Fleischbänken, die früher am Ufer der Drau standen.

## Geschichte
Der Metzgergang ist eine schmale Gasse, die über einen Durchgang vom Hauptplatz zur Drau führt. Die erste urkundliche Erwähnung erfolgte im Jahr 1742 als Fleischgässl. Im Jahr 1780 wird sie als Straße erwähnt, die vom Hauptplatz zur Drau führt – Gegen die Traa Im Jahr 1822 sowie zwischen 1876 und 1919 hieß sie Fleischgassl bzw. Fleischergasse, zwischen 1824 und 1875 Untere Lendgasse. Im Jahr 1876 wurde sie in Fleischergasse umbenannt, weil sie zu den Metzgerständen führte, die in dieser Straße und am Militärplatz standen. Im Jahr 1919 wurde die Gasse in Mesarska ulica umbenannt, 1938 und 1945 in Mesarski prehod. Nach der deutschen Besetzung im April 1941 wurde vorübergehend wieder der Name Fleischergasse verwandt. Noch im selben wurde die Passage in Copettigasse umbenannt.

## Lage
Die Gasse beginnt in einem Hausdurchgang am Glavni trg (Hauptplatz) und führt nach Süden quer durch den Stadtteil Lent auf die Vojašniška ulica.